# Blastosporella zonata
Blastosporella zonata är en svampart som beskrevs av T.J. Baroni & Franco-Mol. 2007. Blastosporella zonata ingår i släktet Blastosporella och familjen Lyophyllaceae.   Inga underarter finns listade i Catalogue of Life.